# Hauts-de-France
Hauts-de-France (Picardisch: Heuts-d'Franche) is een regio van Frankrijk. De regio is op 1 januari 2016 ontstaan door de samenvoeging van de regio's Nord-Pas-de-Calais en Picardie. Op 6 en 13 december 2015 waren er de eerste verkiezingen voor de 170 leden van de eerste Regionale Raad van Nord-Pas-de-Calais-Picardie en de andere nieuwe en ongewijzigde Franse regio's.
De regio omvat een gebied van 31.813 km² met een bevolking van 5.973.098 in 2015.

## Naam
De wettekst gaf voorlopige werknamen voor de meeste van de samengevoegde regio's. Hierbij werd de naam van de voormalige samenstellende regio's gecombineerd, gescheiden door verbindingsstreepjes, in alfabetische volgorde. Hierdoor werd de voorlopige naam Nord-Pas-de-Calais-Picardie.
Na verschillende raadplegingen op het internet werd als nieuwe naam Hauts-de-France verkozen boven Nord-de-France en Terres du Nord. Deze keuze is op 14 maart 2016 bekrachtigd door de Regionale Raad en op 28 september 2016 vastgesteld in een decreet van de Raad van State. De nieuw gekozen naam berust op beeldspraak en betekent letterlijk zoveel als: 'Kruin van Frankrijk' of 'Top van Frankrijk'.

## Bezienswaardigheden
- Belfort van Arras
- Canadian National Vimy Memorial
- Kasteel van Pierrefonds
- Villa Cavrois
- Kathedraal van Amiens
- Familistère Godin in Guise

## Departementale indeling van de regio
| Regio's voor 2016                          | Departementen                              | Zetels |
| ------------------------------------------ | ------------------------------------------ | ------ |
| Nord-Pas-de-Calais Noord-Nauw van Calais   | 59 Nord, Noorderdepartement                | 76     |
| Nord-Pas-de-Calais Noord-Nauw van Calais   | 62 Pas-de-Calais, Nauw van Calais          | 44     |
| Picardie Picardië                          | 02 Aisne                                   | 17     |
| Picardie Picardië                          | 60 Oise                                    | 25     |
| Picardie Picardië                          | 80 Somme                                   | 18     |
| Totaal aantal zetels in de Regionale Raad: | Totaal aantal zetels in de Regionale Raad: | 170    |

## Huidige departementen en historische provincies
Auvergne-Rhône-Alpes ·  Bourgogne-Franche-Comté ·  Bretagne ·  Centre-Val de Loire ·  Grand Est ·  Hauts-de-France ·  Île-de-France ·  Normandië ·  Nouvelle-Aquitaine ·  Occitanie ·  Pays de la Loire ·  Provence-Alpes-Côte d'Azur
 Corsica
Overzeese regio's:  Frans-Guyana ·  Guadeloupe ·  Martinique ·  Mayotte ·  Réunion